# Международный музыкальный конкурс Тромп
Международный музыкальный конкурс Тромп (англ. TROMP International Music Competition) — международный конкурс исполнителей академической музыки, проходящий с 1971 г. в Эйндховене. Основан при участии видного бизнесмена и культурного деятеля Эйндховена Тео Тромпа (1903—1984) и продолжает поддерживаться его наследниками.
Первоначально в конкурсе участвовали музыканты из Нидерландов, Бельгии и Люксембурга, с 2000 г. открыт для участников со всего мира. Конкурс каждого года посвящён определённому инструменту; до 2002 г. инструменты чередовались произвольно, с 2004 г. организаторы конкурса приняли решение ограничиться двумя номинациями — ударные и струнный квартет, — чередуя их.

## Лауреаты
| 1971 | скрипка          | Эмми Верхей (Нидерланды)           |
| 1973 | флейта           | Анк Мулдер (Нидерланды)            |
| 1975 | гобой            | Ханс Мейер (Нидерланды)            |
| 1978 | кларнет          | Риа Мортгат (Бельгия)              |
| 1980 | фортепиано       | Ханна Яшик (Польша—Бельгия)        |
| 1982 | скрипка          | первая премия не присуждена        |
| 1984 | флейта           | первая премия не присуждена        |
| 1986 | фортепиано       | Иво Янссен (Нидерланды)            |
| 1988 | гобой/фагот      | Паулина Остенрейк (Нидерланды)     |
| 1990 | кларнет          | Роналд ван Спандонк (Бельгия)      |
| 1992 | виолончель       | первая премия не присуждена        |
| 1994 | саксофон         | Симона Отто (Германия—Нидерланды)  |
| 1996 | фортепиано       | Барт ван Рур (Нидерланды)          |
| 1998 | гитара           | Йохан Фостьер (Бельгия)            |
| 2000 | ударные          | Клэр Эдуардес (Австралия)          |
| 2002 | труба            | Ненад Маркович (Сербия)            |
| 2004 | струнный квартет | Квартет Амедео Модильяни (Франция) |
| 2006 | ударные          | Ян Ипин (Тайвань)                  |
| 2008 | струнный квартет | Квартет Хита (Великобритания)      |
| 2010 | ударные          | Алексей Герасимец (Германия)       |
| 2012 | ударные          | Александр Эспере (Франция)         |